# Abbaye de Saint-Riquier
L'abbaye de Saint-Riquier ne doit pas être confondue avec l'abbatiale de Saint-Riquier, qui est l'église principale de l'abbaye
L'abbaye de Saint-Riquier (Centula) est un ancien monastère bénédictin situé à Saint-Riquier dans le département de la Somme et dont les origines de la fondation restent obscures. Elle fut rattachée à l'ordre bénédictin. L'abbaye fut supprimée à la Révolution française.

## Histoire

### Fondation
Les rares sources disponibles divergent sur la fondation de l'abbaye.  Si une fondation en 625 par Riquier de Centule (Richarius) en personne est parfois évoquée, il s'agirait plutôt — d'après les sources textuelles et archéologiques[Lesquelles ?] — d'une initiative de l'abbé laïc Angilbert, gendre de Charlemagne.

### Période carolingienne: l'apogée
La période de splendeur de l'abbaye se situe sous le règne de Charlemagne. L’abbaye carolingienne fut entièrement financée par Charlemagne lui-même. Les travaux furent engagés dès 789 ou 790 et achevés en 799. Elle serait la première à comporter un westwerk ou massif occidental. En cela, elle aurait fait figure de précurseur et aurait servi de modèle pour de nombreuses abbayes construites par la suite (abbaye de Corvey par exemple).
L'abbaye était alors une entité administrative de l'empire et elle exerçait son autorité administrative sur la ville entière, riche à la fois d'une population civile et d'une garnison militaire estimée à plus de 100 chevaliers.
L'abbaye serait le lieu probable de la sépulture d'Angilbert époux de Berthe, fille de Charlemagne, et de leur fils Nithard.
En 845 puis en 881, les Vikings dévastèrent Saint-Riquier. L'abbaye fut ensuite restaurée, mais vers l'an mil elle menaçait de tomber en ruine et fut entièrement reconstruite.

### Entre ruines et restaurations
En 1131 l'abbaye fut incendiée par Hugues III de Campdavaine, comte de Saint-Pol.
Entre 1257 et 1292, d'importants travaux furent entrepris à l'initiative de l'abbé Gilles de Machemont, qui fit élever notamment les arcades du chœur et une partie du transept actuel.
Au XVe siècle, elle fut ruinée successivement par les Bourguignons et par les Armagnacs en 1421, puis incendiée en 1554. Un immense bâtiment de style classique, accolé à l’abbatiale, lui succèda.
Au XVIe siècle, le roi Philippe II d'Espagne, fils de Charles Quint, se chargea à son tour de prendre et d'incendier l'abbaye lors de sa guerre contre la France, ce qui provoqua la dispersion des moines. Ce fut un coup terrible pour l'abbaye qui menaçait de disparaître définitivement.

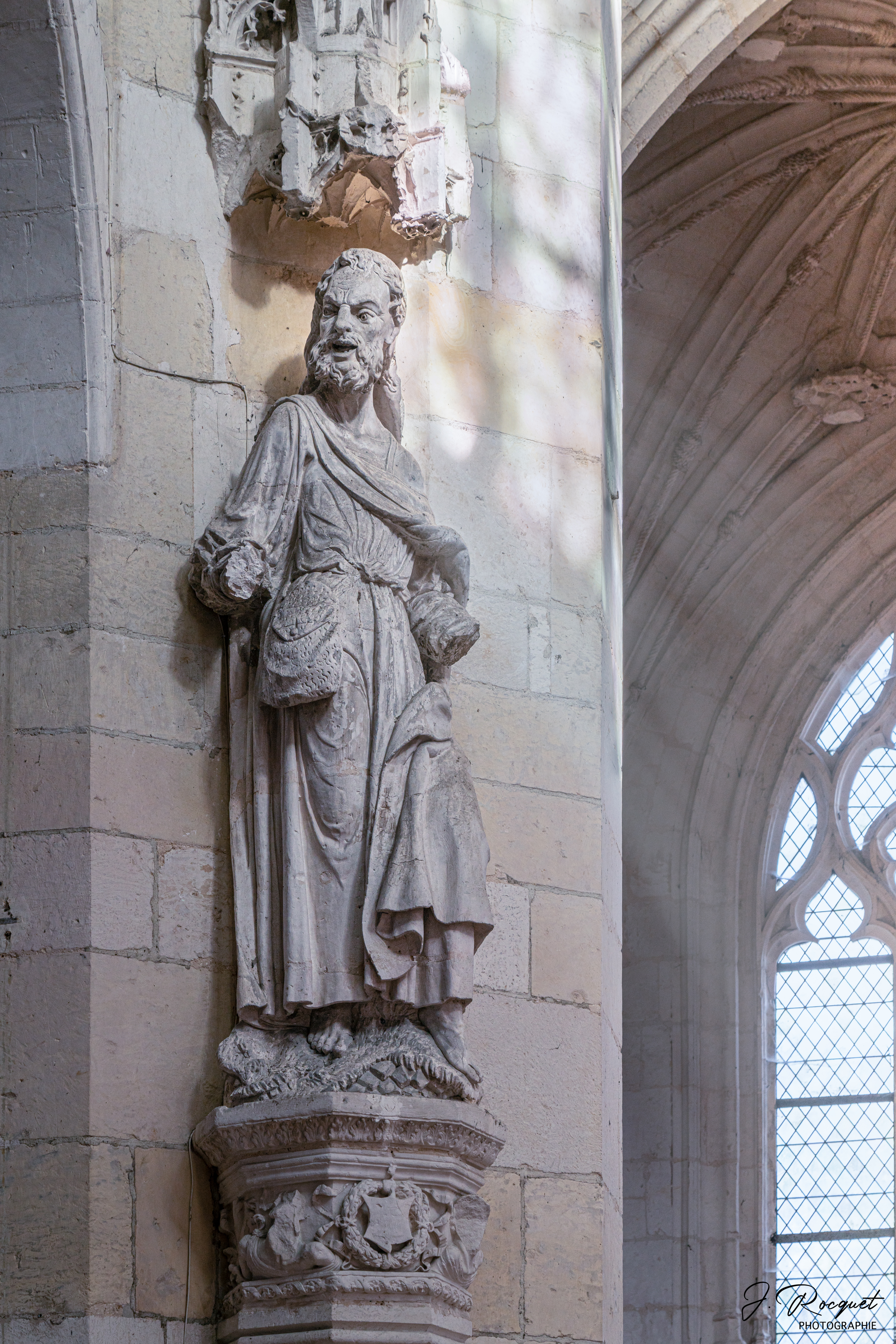
Statue de saint Jacques Le Majeur.

Cependant elle fut presque entièrement restaurée dans la seconde moitié du XVIIe siècle par l’abbé Charles d'Aligre qui fit adopter aux moines la réforme de la congrégation de Saint-Maur.

### Fermeture et reconversion de l'abbaye
À la Révolution française, l'abbaye fut déclarée bien national, par le décret de l'Assemblée nationale du 2 novembre 1789. Ses bâtiments furent mis en vente, à l'exception de l'abbatiale, devenue l'église paroissiale de la commune. L'abbatiale doit à cette conversion en église paroissiale d'avoir conservé une partie de son mobilier antérieur à la Révolution. En revanche, une  partie des bâtiments conventuels fut alors abattue. Vers 1822, l'abbé Louis Padé (1787-1858) acheta les bâtiments de l'abbaye épargnés par les destructions et en fit don au diocèse d'Amiens. Ce dernier y installa en 1828 le petit séminaire diocésain, auparavant situé dans l'ancienne abbaye Saint-Acheul d'Amiens,. De 1839 à 1843, une partie des anciens bâtiments conventuels de Saint-Riquier  fut reconstruite à cet effet. Après la loi de séparation des églises et de l'Etat, en 1905, le petit séminaire fut fermé. Restés inoccupés pendant plusieurs années, ses bâtiments servirent d’hôpital militaire. 
En 1953, ils accueillirent la congrégation des Frères auxiliaires du clergé. 
En 1972, cette congrégation revend les bâtiments de l'ancienne abbaye de Saint-Riquier au conseil-général, aujourd'hui conseil départemental de la Somme, qui y ouvre un Musée départemental de la Vie rurale, actif jusqu'en 2014.

### Protection des bâtiments
Les différents éléments subsistants de l’abbaye font l'objet d'une protections au titre des monuments historiques :
– l'église abbatiale est classée au titre des monuments historiques par liste de 1840 ;
– dans l'aile occidentale des bâtiments, le salon décoré situé au rez-de-chaussée de l'angle sud-ouest fait l'objet d'un classement par arrêté du 9 janvier 1960 ;
– les façades et toitures de la maison abbatiale et du bâtiment entourant le cloître ainsi que l'escalier intérieur de la maison abbatiale et les parties anciennes du mur d'enceinte font l'objet d'un classement par arrêté du 22 octobre 1965.

## Liste des abbés

### Abbés conventuels
- 625-645 : Riquier de Centule (Saint-Riquier)
- 645-687 : Ociald
- 687-724 : Cochin
- 724-765 : Guimaire (Saint-Guimaire)
- 765-7?? : Aldéric
- 7??-791 : Symphorien
- 791-814 : Angilbert de Ponthieu
- 814-831 : Eric
- 831-837 : Elisachar
- 837-843? : Ribold
- 843-844 : Nithard de Ponthieu
- 844?-856? : Louis, chancelier de Charles le Chauve
- 856-860 : Rodolphe de Bavière
- 860-864 : Helgauld de Ponthieu
- 864-870 : Guelf Ier de France
- 870-877 : Carloman de France
- 877-881 : Guelf II
- 881-9?? : Herbert
- 9??-939 : Cébert
- 939-9?? : Hédevold
- 9??-9?? : Hugues Ier
- 9??-9?? : Gérard
- 9??-950 : Gerbert
- 950-981 : Foulques
- 981-1022 : Ingélard
- 1022-1045 : Enguerrand ler Sage
- 1045-1071 : Gervin Ier
- 1071-1097 : Gervin II
- 1097-1138 : Anscher de La Ferté le Vieux
- 1138-1142 : Jean Ier
- 1142-1143 : Guilduin
- 1143-1160 : Pierre Ier
- 1160-1170 : Geoffroy
- 1170-1176 : Riquier II
- 1176-1184 : Laurent
- 1184-1192 : Ursé
- 1192-1207 : Riquier III
- 1207-1210 : Gérold
- 1210-1211 : Matthieu
- 1211-1237 : Hugues II de Chevincourt
- 1237-1245 : Gautier Ier
- 1245-1248 : Hervé
- 1248-1257 : Gautier II de Guessant
- 1257-1292 : Gilles de Marchemont
- 1292-1297 : Eudes
- 1297-1303 : Eustache Ier
- 1303-1312 : Jean II de Foucaucourt
- 1312-1343 : Baudouin de Gaissart
- 1343-1361 : Pierre II d’Allouenges
- 1361-1374 : Philippe du Fossé
- 1374-1393 : Hugues III de Roigny
- 1393-1410 : Guichard de Salles
- 1410-1411 : Jean III de Bouquetot
- 1411-1457 : Hugues IV Caillerel, natif de Poligny,comté de Bourg, et mort en 1462 au château abbatial de Drugy,  père naturel de Huguette du Hamel future abbesse de Port-Royal-des-Champs
- 1457-1479 : Pierre III Le Prêtre
- 1479-1511 : Eustache II Le Quieux
- 1511-1538 : Thibaud de Bayencourt

### Abbés commendataires
- 1538-1558 : Claude Dodieu
- 1558-1571 : Charles d'Humières
- 1571-1577 : Vacance
- 1577-1588 : Benoît Rimbault
- 1588-1628 : Gaspard de Fontaines
- 1628-1642 : cardinal Armand Jean du Plessis de Richelieu
- 1643-1695 : Charles d'Aligre
- 1695-1708 : Daniel-Joseph de Cosnac de Linoire
- 1708-1710 : Léon Molé de Champlâtreux
- 1710-1745 : Charles-François de Chateauneuf de Rochebonne
- 1745-1789 : Guillaume-Marie Turpin de Crissé de Sanzay
- 1789-1790 : Alexandre-Joseph-Marie-Alexis de Bruyère de Chalabre

Source : Gallia Christiana

## L'abbaye auXXIesiècle

### Centre culturel départemental
L’ancienne abbaye bénédictine de Saint-Riquier,, fondée dans la première moitié du VIIe siècle, est l'un des plus beaux édifices patrimoniaux du département de la Somme. Le site accueille aujourd’hui le Centre culturel départemental qui développe un projet culturel ambitieux autour des arts visuels, du spectacle vivant, avec une saison culturelle pluridisciplinaire et un pôle départemental d’art vocal.
Elle dynamise et valorise les artistes du département de la Somme dans le cadre de résidences organisées tout au long de l’année.
Le Conseil départemental de la Somme a souhaité, dans le cadre de sa politique culturelle, faire de l’accès à toutes les formes contemporaines d’expressions artistiques une priorité. Celle-ci se développe notamment par un renforcement des programmes d’éducation artistique et culturelle afin de permettre à tous les publics de rencontrer l’art en général.
C’est dans cet objectif que le département de la Somme s’est associé au Centre national d'art et de culture Georges-Pompidou de Paris pour mettre en œuvre un programme de coopération avec le  centre culturel départemental de l’abbaye de Saint-Riquier. L’un des axes développés dans cette démarche pluriannuelle vise en priorité le jeune public. Le Centre Pompidou apporte son expertise et ses programmes au Département de la Somme avec l’objectif de sensibiliser le public à l’art contemporain par la mise à disposition de contenus artistiques mêlés à des actions et initiatives locales.

### Le festival de musique de Saint-Riquier - Baie de Somme et l'art vocal
Pour promouvoir ce patrimoine exceptionnel, l’abbaye propose chaque année un festival consacré aux musiques classiques et actuelles et à la voix.
Tous les ans, au mois de juillet, Saint-Riquier accueille un festival de musique. Créé en 1985 sur une idée originale d'Hugues Hairy (conservateur) et de Christian de La Simone (chargé de mission) pour le conseil général de la Somme, ce festival est devenu un temps fort de la vie musicale du Nord de la France. En 2018, le Conseil départemental de la Somme a décidé de mettre fin à la programmation musicale « classique » pour la remplacer par une programmation plus éclectique mêlant la variété et d'autres genres de musiques jugés plus dans le goût du grand public.
Après avoir adopté un schéma départemental des enseignements artistiques, le Conseil départemental de la Somme a concrétisé, en 2018, le projet du Centre culturel départemental de l’abbaye de Saint-Riquier. La création du pôle départemental d’art vocal fut alors l’occasion de positionner la voix au cœur d’une nouvelle dynamique culturelle en faveur de la pratique, de l’enseignement et de la diffusion du chant. Celui-ci contribue au rayonnement de l’art vocal dans le département de la Somme, en partenariat avec les institutions régionales (Orchestre de Picardie) et nationales (Radio France).

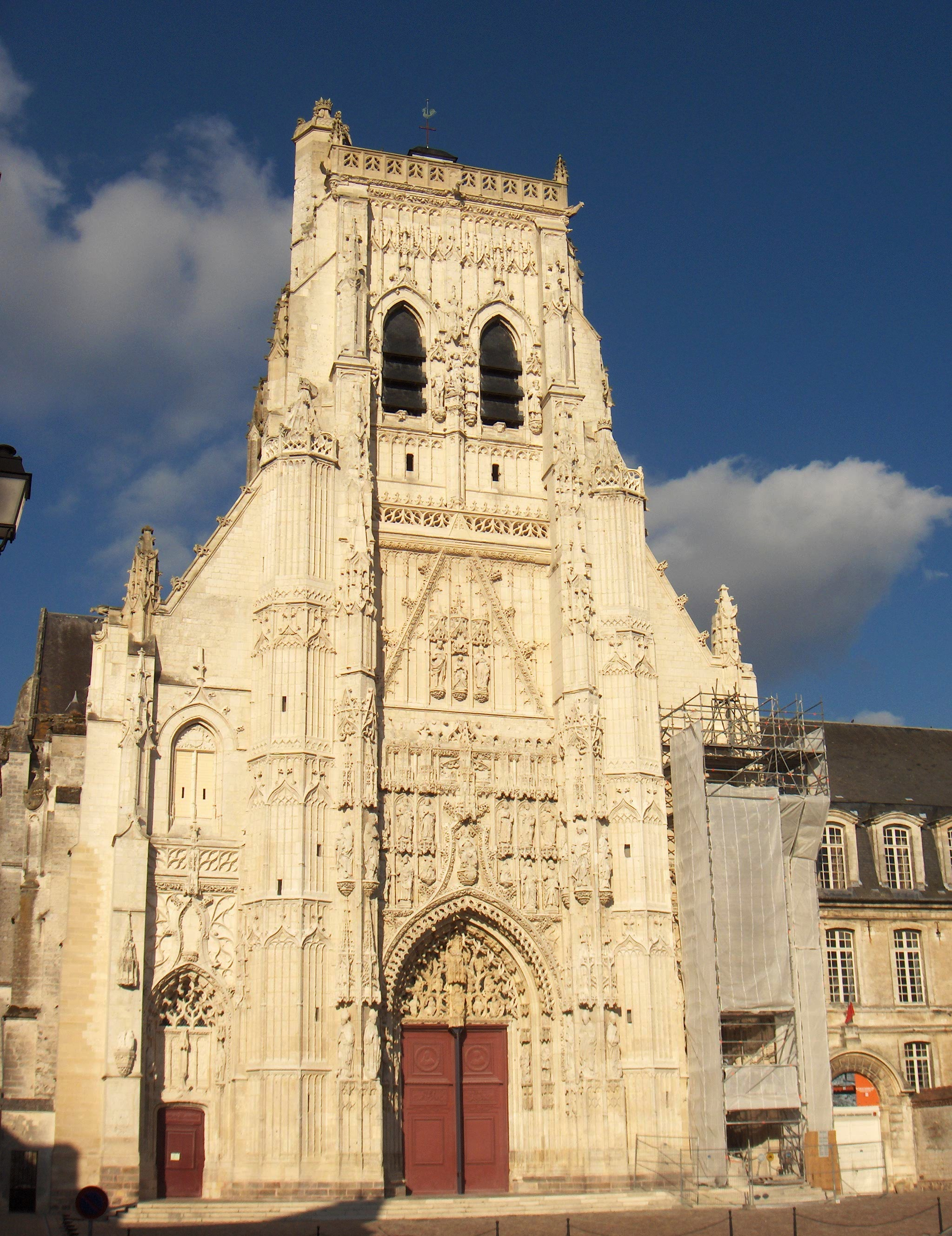
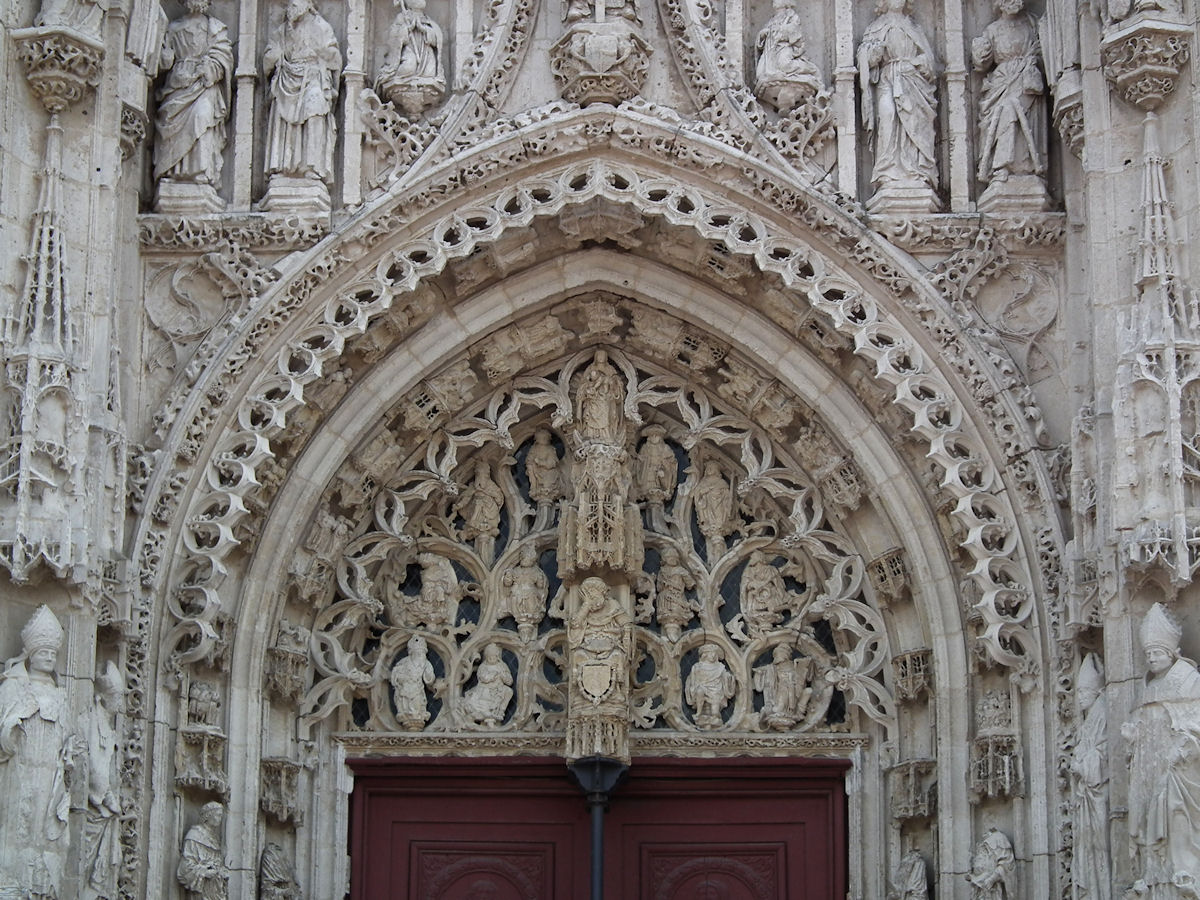
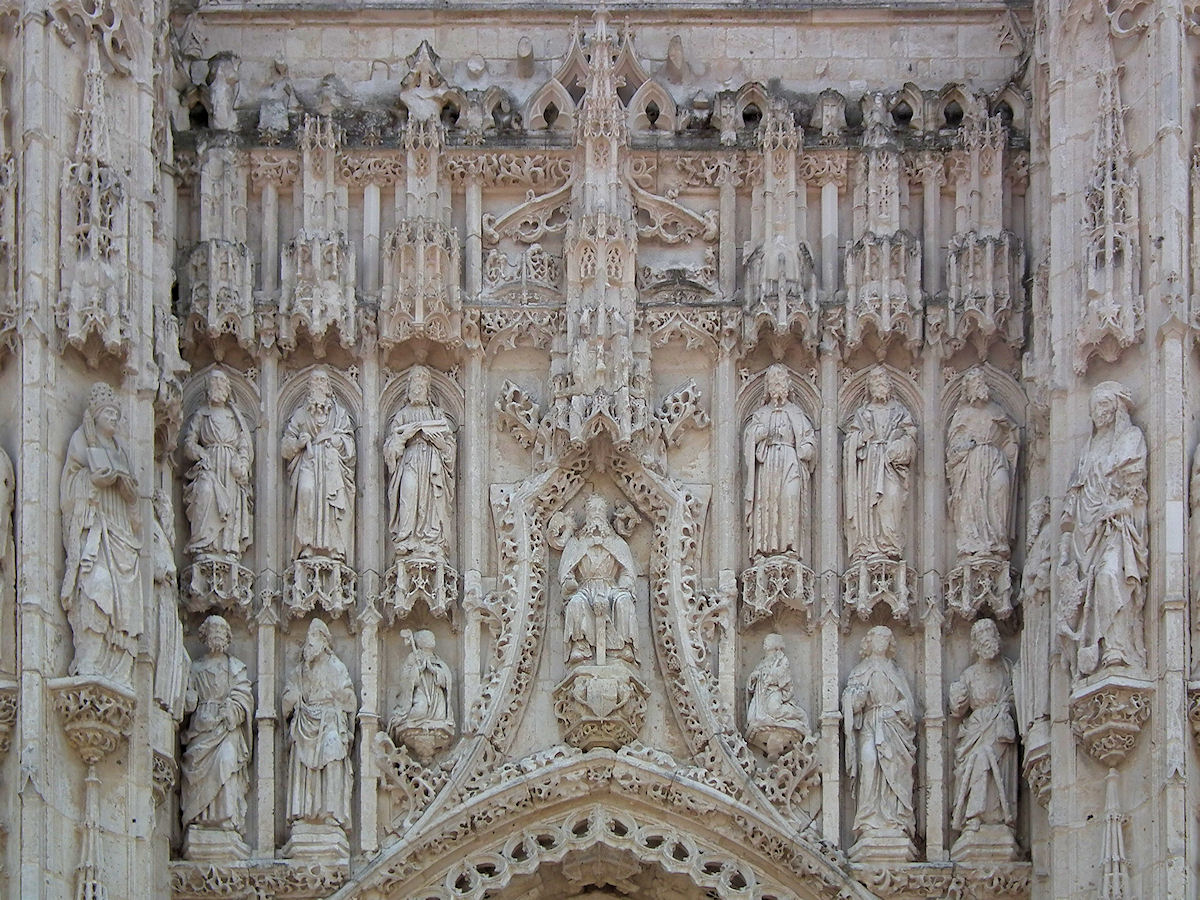
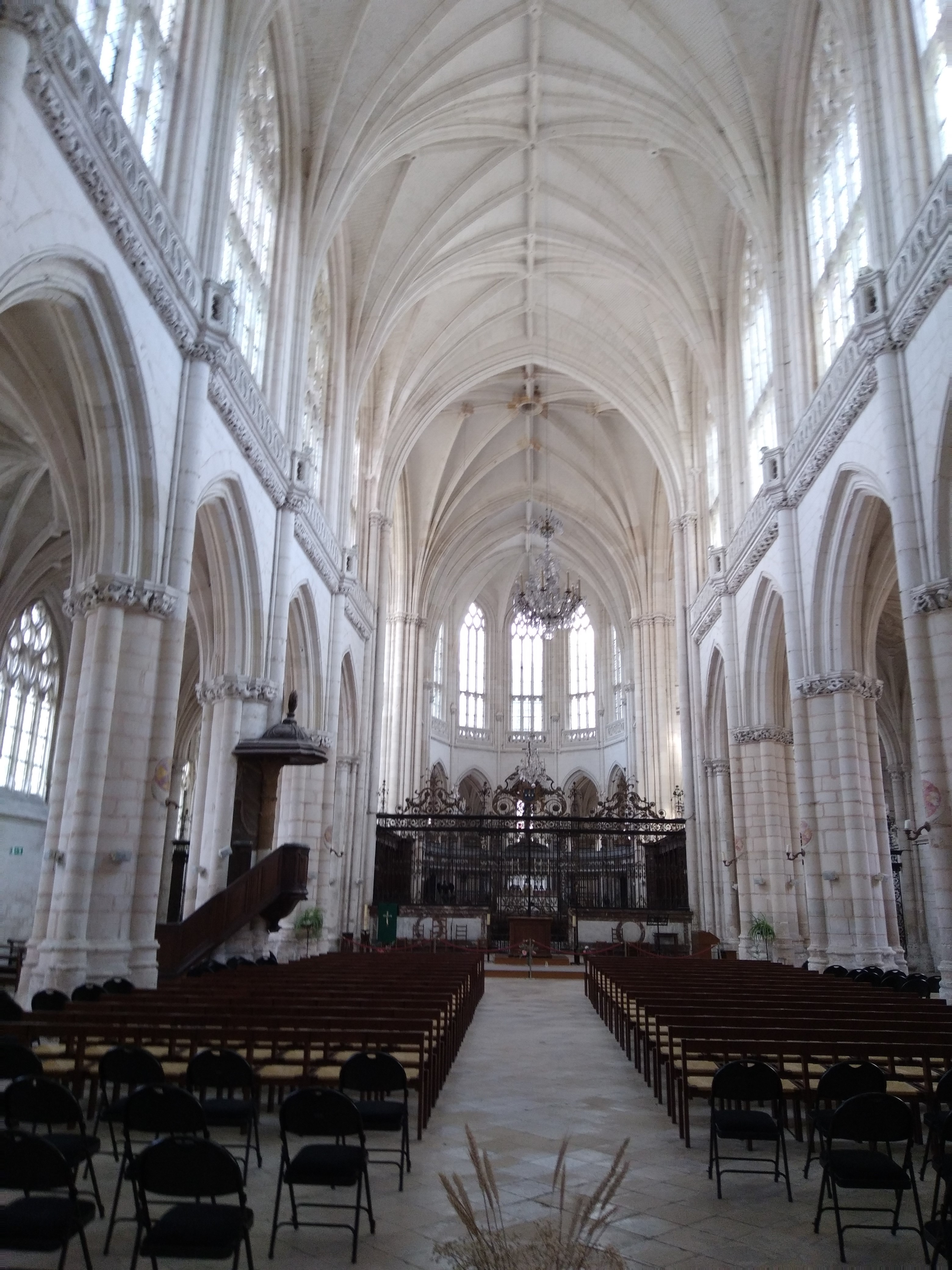
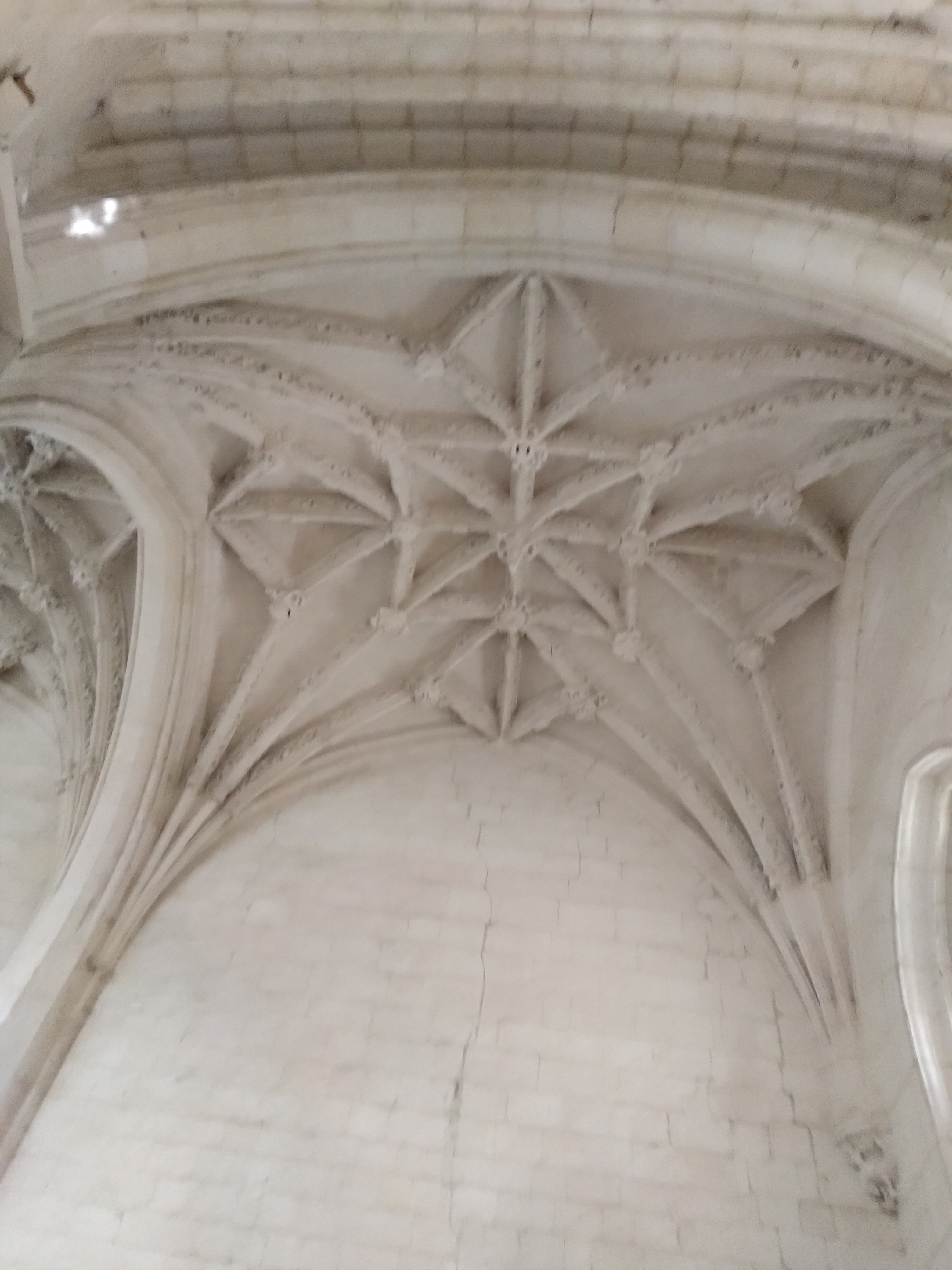

## Église abbatiale
Construite à l’emplacement de l’église carolingienne détruite par les invasions normandes et les incendies, cet édifice du XIIIe siècle est l’œuvre de restauration de quatre abbés entre 1257 et 1536 et a connu les différentes étapes du gothique. Longue de 96 mètres, large de 27 mètres et haute de 50 mètres, elle possède une façade de style gothique flamboyant du XVe siècle.
À l’intérieur, le style est plutôt classique, dans les boiseries, les grilles et la décoration en marbre du XVIIe siècle sous l’influence de l’abbé Charles d’Aligre.
On peut également y admirer les tableaux de peintres du XVIIe siècle (Jouvenet, Bon Boullongne, Hallé…), un Christ de Girardon, ainsi que la salle du Trésor, où est contée (lors de visites guidées) l’une des plus extraordinaires légendes du Moyen Âge : le Dit des trois morts et des trois vifs.

## Les bâtiments abbatiaux
Les bâtiments conventuels subsistant datent pour partie du XVIIIe siècle, ils furent reconstruits après l'incendie de 1719. Ils furent agrandis et modifiés au XIXe siècle. Le logis abbatial est l'élément le plus remarquable de cet ensemble. L'aile sud des bâtiments conventuels dont il ne restait plus que le rez-de-chaussée de la façade sur jardin, fut reconstruite de 1839 à 1843 pour accueillir le Petit Séminaire diocésain.
Sont classés monuments historiques par arrêté du 9 janvier 1960 : le salon du rez-de-chaussée de l'angle sud-ouest des bâtiments de l'aile occidentale et sa décoration (boiseries, voussures, plafond, cheminée), les façades et toitures, l'escalier intérieur de la maison abbatiale, les façades et toiture du bâtiment entourant le cloître.

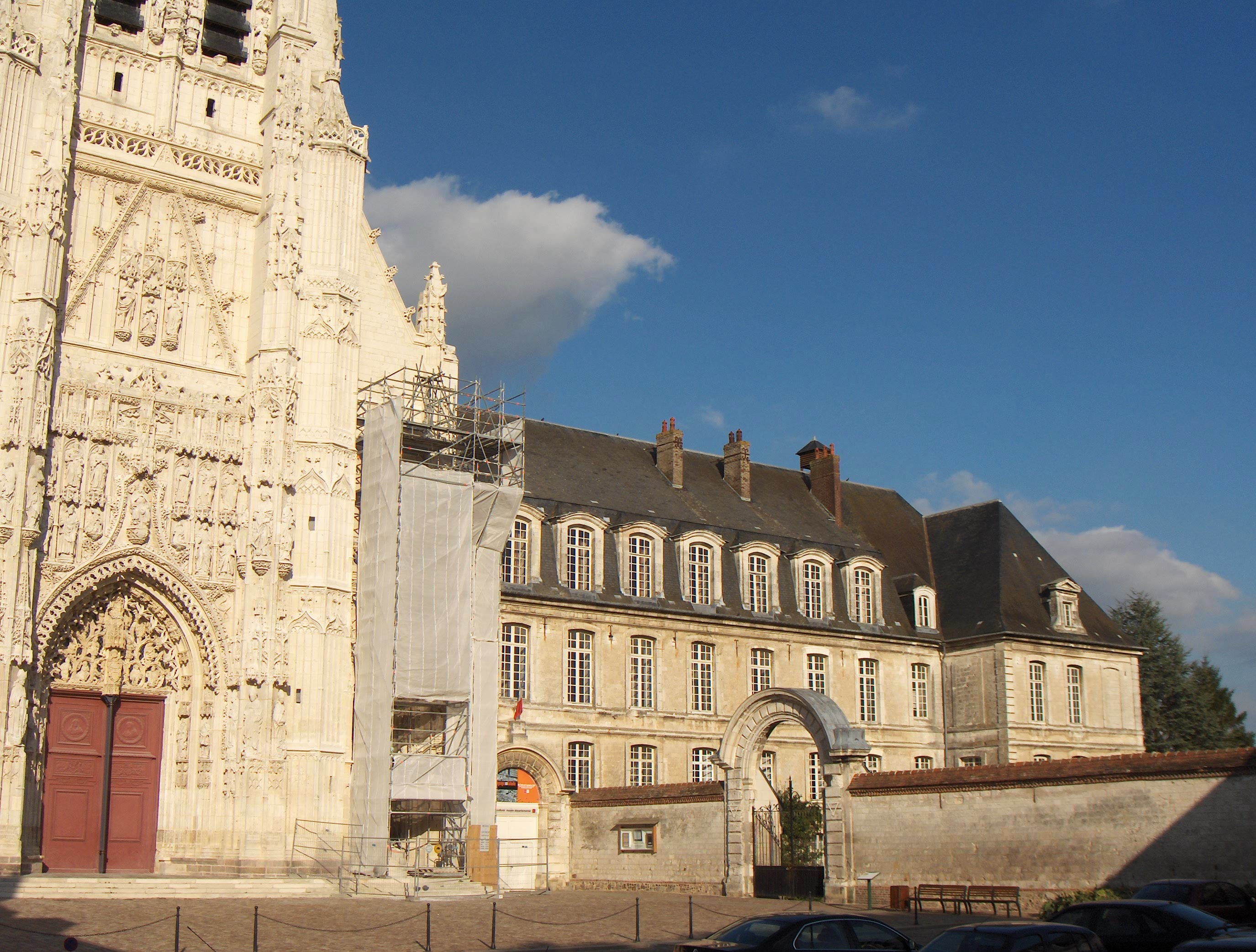
Entrée de l'abbatiale.
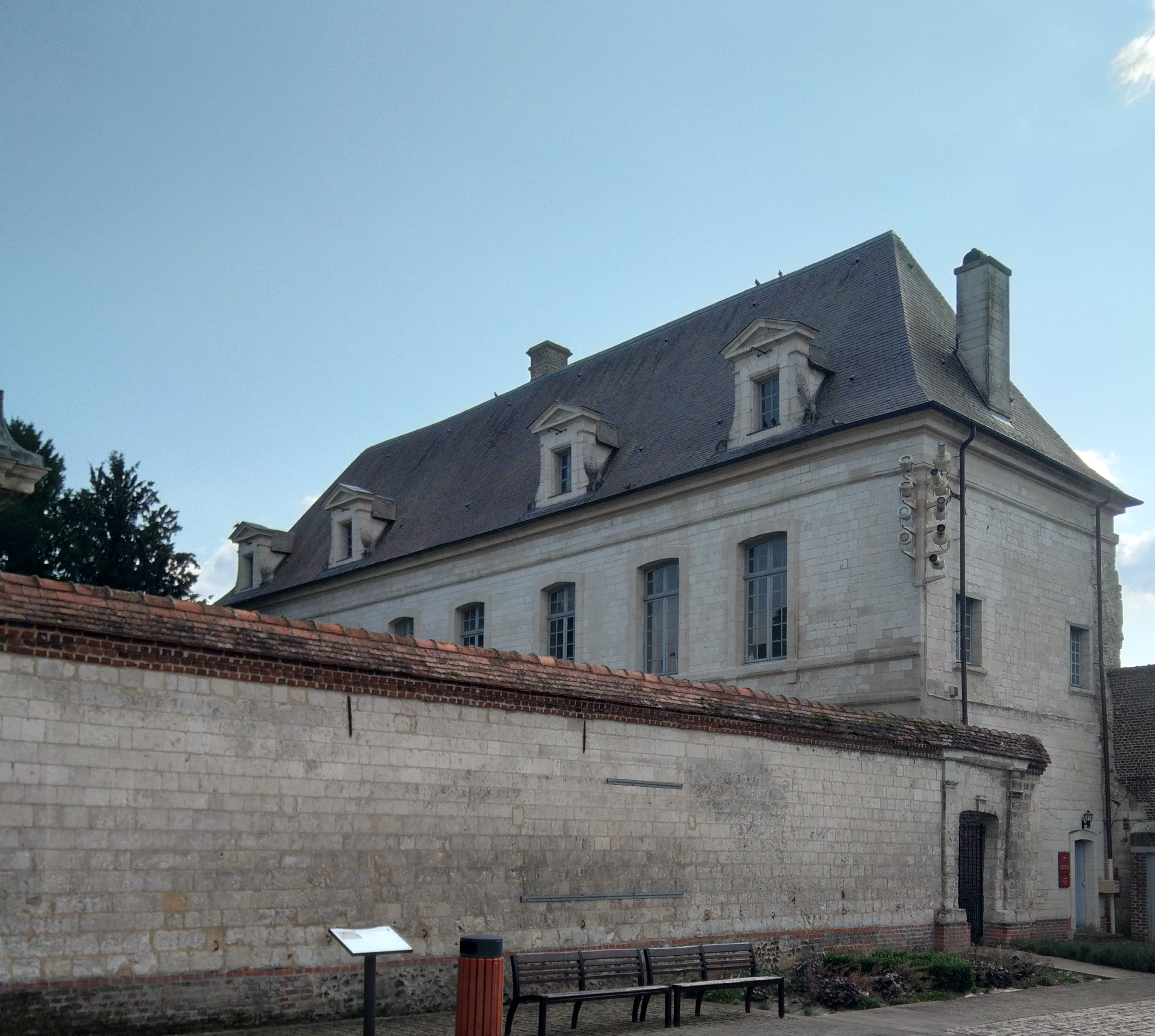
Logis abbatial.
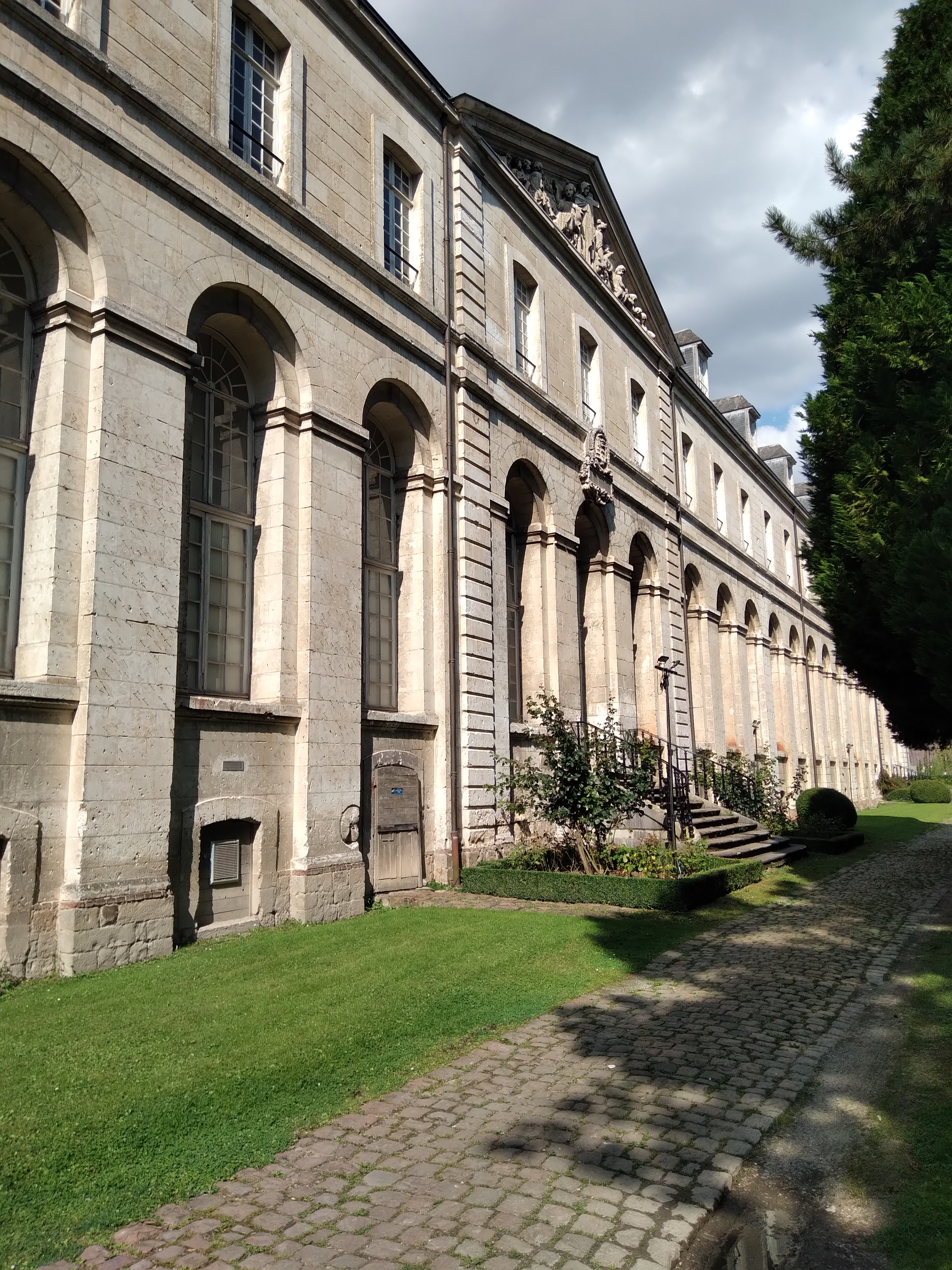
Façade côté parc.
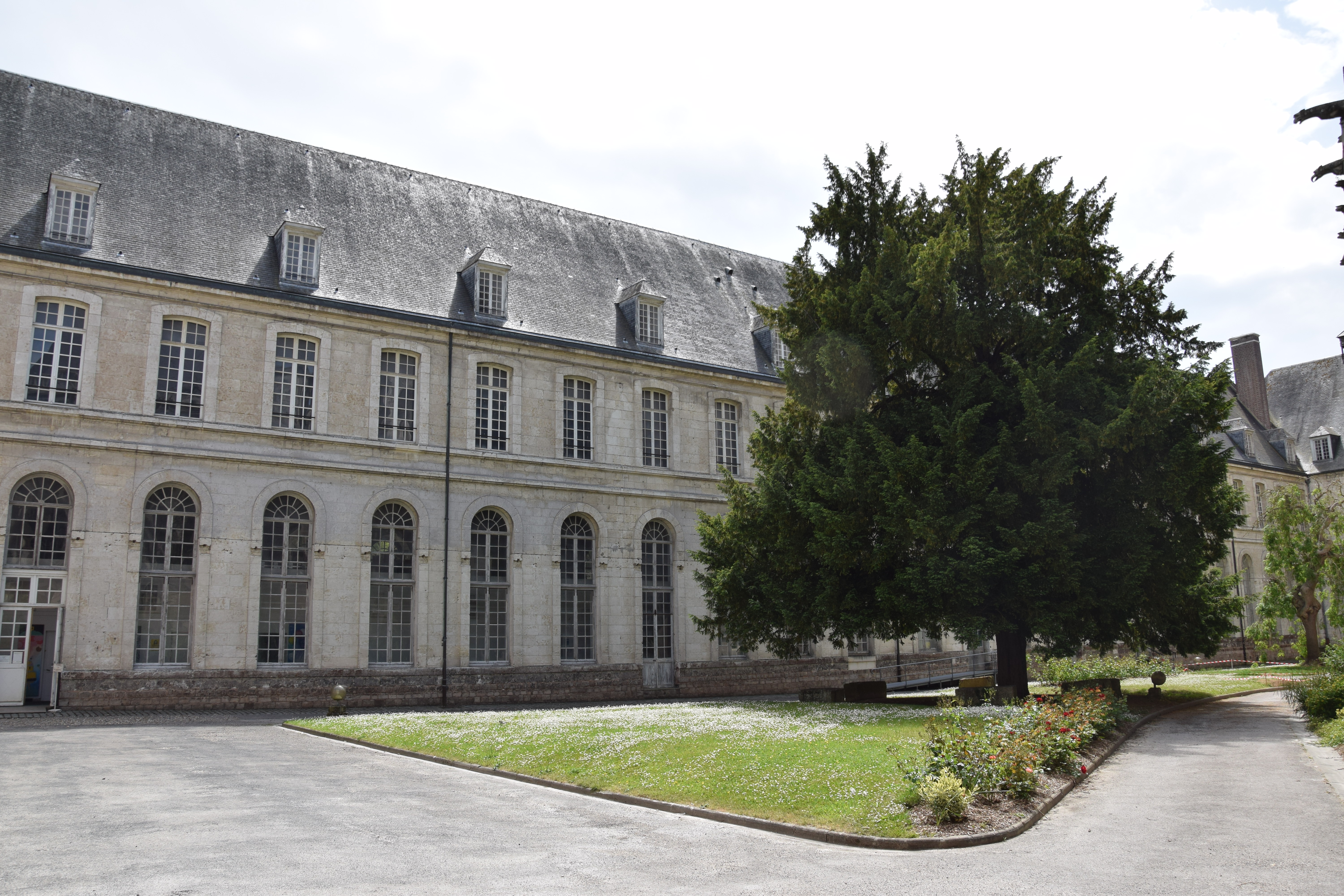
La cour abrite un if multiséculaire planté à l'aplomb d'une source dite miraculeuse[Note 2].

## Le mur d'enceinte
L'abbaye était entourée d'un mur d'enceinte qui la séparait du monde. Il a été reconstruit en 1620. À l'angle nord de ce mur, se trouve la tour Saint-Jean qui a été récemment restaurée de même que la portion du mur qui la rejoint. Les parties anciennes de ce mur d'enceinte (cad. AD 50) sont classées monuments historiques par arrêté du 22 octobre 1965.

## Le parc
L’abbaye de Saint-Riquier possède, clos par le mur d'enceinte de l'abbaye, un parc de 4 hectares qui jouxte les bâtiments abbatiaux. Les Carolingiens, qui portèrent l'abbaye à son apogée, n’oublièrent pas de valoriser les jardins, selon les prescriptions du capitulaire de Villis.

### Le parc ornemental
La partie ornementale est composée d'une centaine d’arbres feuillus et résineux et de ruches. On peut aussi y admirer des granges picardes et les « petites écoles » du petit séminaire.

### Le verger historique

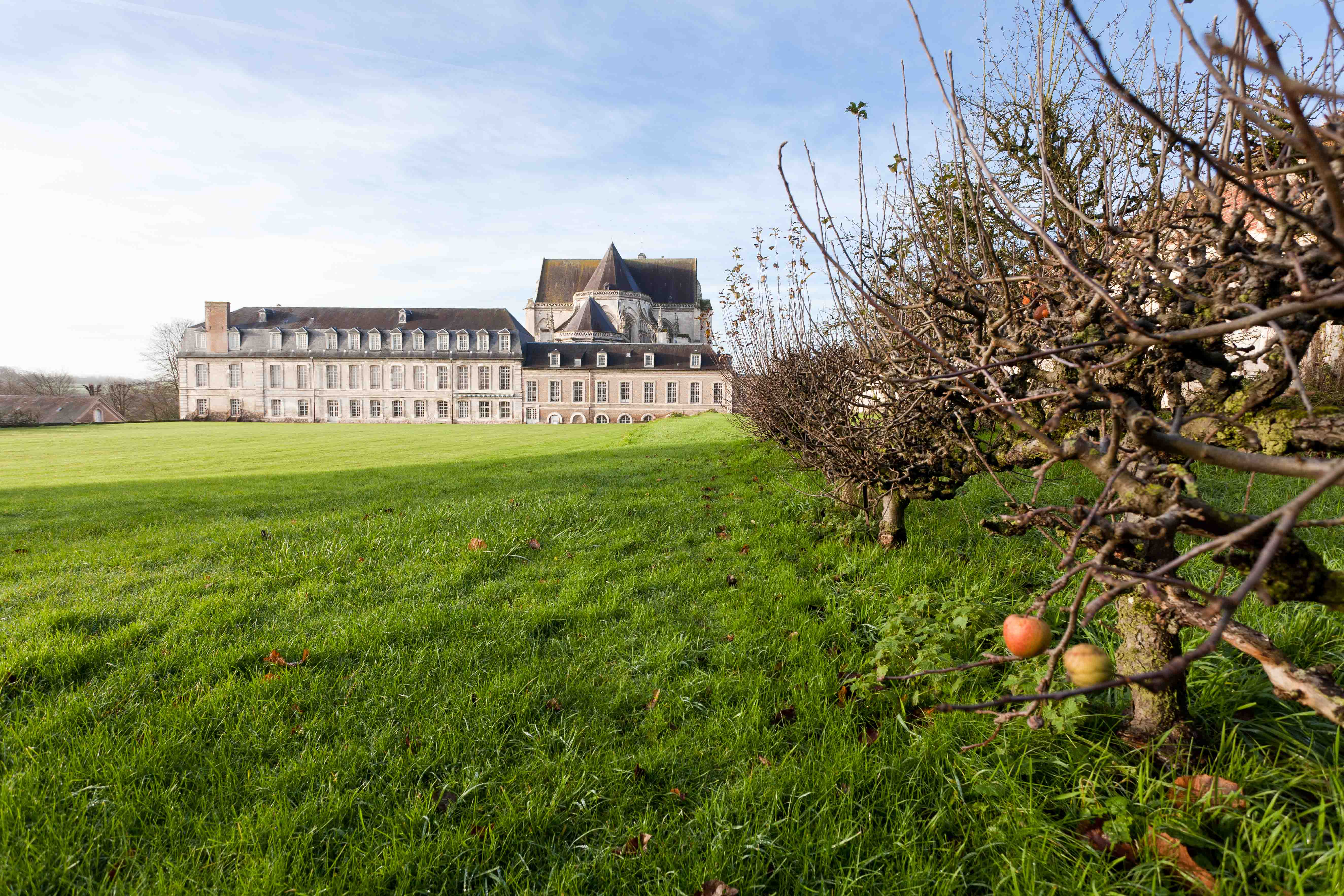

Aujourd’hui encore le verger comporte environ 300 arbres fruitiers dont plusieurs sont centenaires. On compte des pommiers, poiriers, cerisiers, pêchés, pruniers mais aussi châtaigniers, noyers et noisetiers exactement comme le préconisait Charlemagne dans ce fameux capitulaire. Et ce sous toutes les formes : espalier, cordon, le demi tige ou haute tige.
De surcroît, un vieux poirier, centenaire mais bien vivant, orne la façade ouest de l’actuel centre culturel.
Le centre culturel départemental de Saint-Riquier s’est rapproché de l’association des croqueurs de pommes pour préserver et valoriser ce verger historique. Plusieurs étapes vont voir le jour, à commencer par le recensement des variétés, puis viendra le temps de l’étude pour enfin soigner et valoriser le verger.
Enfin, en collaboration avec l’équipe du service Éducation Artistique et Culturelle (E.A.C.), des médiations sont proposées aux scolaires comme au grand public, notamment lors des Journées européennes du patrimoine.

### Granges
Deux vastes granges à ossature bois, autrefois édifiées dans la ferme du château d'Omécourt (Oise), ont été remontées en 1985, après restauration, dans l'ancien jardin potager de l'abbaye. Jusqu'en 2009, ces granges ont abrité les réserves du Musée des Arts et Traditions populaires.